# Mónika Császár
Pour les articles homonymes, voir Császár.
Mónika Császár est une gymnaste hongroise née le 17 novembre 1954 à Budapest. Elle est l'épouse de András Balczó, pentathlonien hongrois.

## Carrière
Mónika Császár participe aux épreuves de gymnastique aux Jeux olympiques d'été de 1972 à Munich. Elle se classe 14e du concours général individuel, 4e à la poutre et remporte la médaille de bronze au concours par équipes. Elle est aussi médaillée de bronze aux Championnats du monde de gymnastique artistique 1974 au concours par équipes.